# Plotopterum joaquinensis
Plotopterum joaquinensis — викопний вид сулоподібних птахів вимерлої родини Plotopteridae. Існував в пізньому олігоцені та ранньому міоцені. Рештки птаха виявлені в олігоценових відкладеннях формації Jewett Sand в Каліфорнії. У 1985 році виявлено рештки Plotopterum у ранньоміоценових відкладеннях Японії.